# Cattedrale dei Santi Pietro e Paolo (Kazan')
La cattedrale dei Santi Pietro e Paolo (in russo Петропавловский собор?, Petropavlovskij sobor; in tataro Петр һәм Павел чиркәве, Petr häm Pavel çirkäve) è una delle cattedrali della città di Kazan', in Russia. Con i suoi 52 metri d'altezza, l'edificio rappresenta la chiesa più alta della capitale del Tatarstan, nonché un importante esempio di architettura barocca russa. Essa, infatti, insieme alla chiesa della Resurrezione in Kadaši di Mosca ed alla chiesa della Natività degli Stroganov di Nižnij Novgorod, è considerata una delle chiese stilisticamente più significative del periodo di Pietro il Grande.
Nel corso degli anni tutti i sovrani dell'Impero russo, ad eccezione di Nicola II, visitarono l'edificio. Inoltre, descrizioni della cattedrale sono presenti in alcuni scritti di personaggi come Alexander von Humboldt, Alexandre Dumas ed Aleksandr Puškin. Mentre il cantante lirico Fëdor Ivanovič Šaljapin fece parte del coro parrocchiale.

## Storia e descrizione
Nel luogo in cui sorge l'attuale struttura, fu fondata nel 1565 una piccola chiesa in legno. La storia della cattedrale dei santi Pietro e Paolo è invece legata allo zar Pietro I. Il 27 maggio 1722 egli visitò per la terza volta Kazan', alla vigilia della guerra russo-persiana. Durante la visita incontrò il famoso mercante della città Ivan Michljaev che viveva proprio a fianco della piccola chiesa in legno edificata nel 1565. Il 30 maggio, ultimo giorno di Pietro I a Kazan', lo zar festeggiò il suo cinquantesimo compleanno. In ricordo di quest'evento ed in segno di gratitudine, Ivan Michljaev decise di finanziare la costruzione di una sfarzosa ed imponente cattedrale. I lavori furono terminati nel 1726 e l'edificio fu consacrato dall'arcivescovo Sil'vestr Cholmov.
La cattedrale venne seriamente danneggiata in occasione di alcuni incendi verificatisi nel 1742, nel 1749, nel 1815 e nel 1842. Inoltre, nel 1774 subì un saccheggio nel corso dell'insurrezione guidata da Emel'jan Pugačëv. Nel 1864, grazie alla raccolta di una grossa somma di denaro ed al contributo del sindaco e mercante Vasilij Unženin, fu possibile la realizzazione di un ampio progetto di restauro. Nel 1867, al termine dei lavori di restauro, la chiesa fu riconsacrata dall'arcivescovo Antonij Amfiteatrov. Tra il 1889 ed il 1890 fu effettuato un nuovo intervento di conservazione dell'edificio.
Nel 1930 il rettore della cattedrale, l'arciprete Andrej Bogoljubov fu arrestato con l'accusa di attività antisovietiche. L'anno seguente l'edificio fu minacciato di chiusura, subendo così la stessa sorte di un enorme numero di chiese presenti nel territorio dell'Unione Sovietica. Tuttavia, l'effettiva chiusura della cattedrale avvenne qualche anno più tardi, nel 1939. Nel 1964 nella parte inferiore della struttura fu inaugurato un planetario. Alla fine del 1980 gli sforzi congiunti dell'eparchia di Kazan' e di vari intellettuali consentirono la restituzione della cattedrale alla sua funzione originaria. Dopo anni dedicati ai restauri, l'edificio fu riconsacrato il 25 luglio 1989.
Sul lato ovest della cattedrale è ancora presente la casa del mercante Michljaev, uno dei reperti di architettura civile più antichi della città.

## Galleria d'immagini

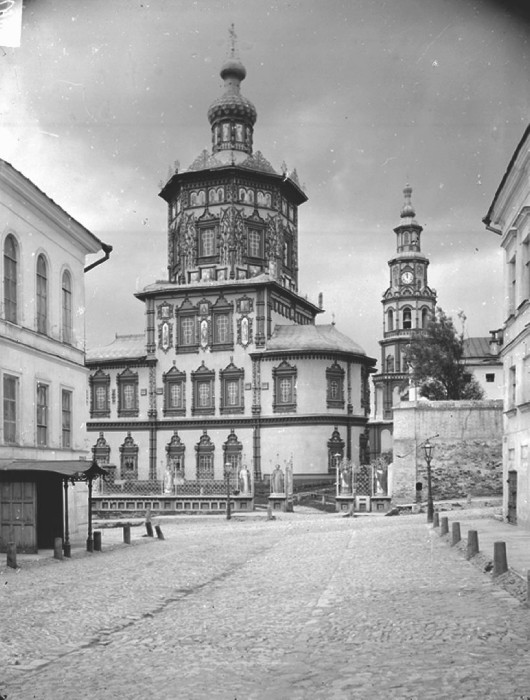
La cattedrale in una foto del 1894

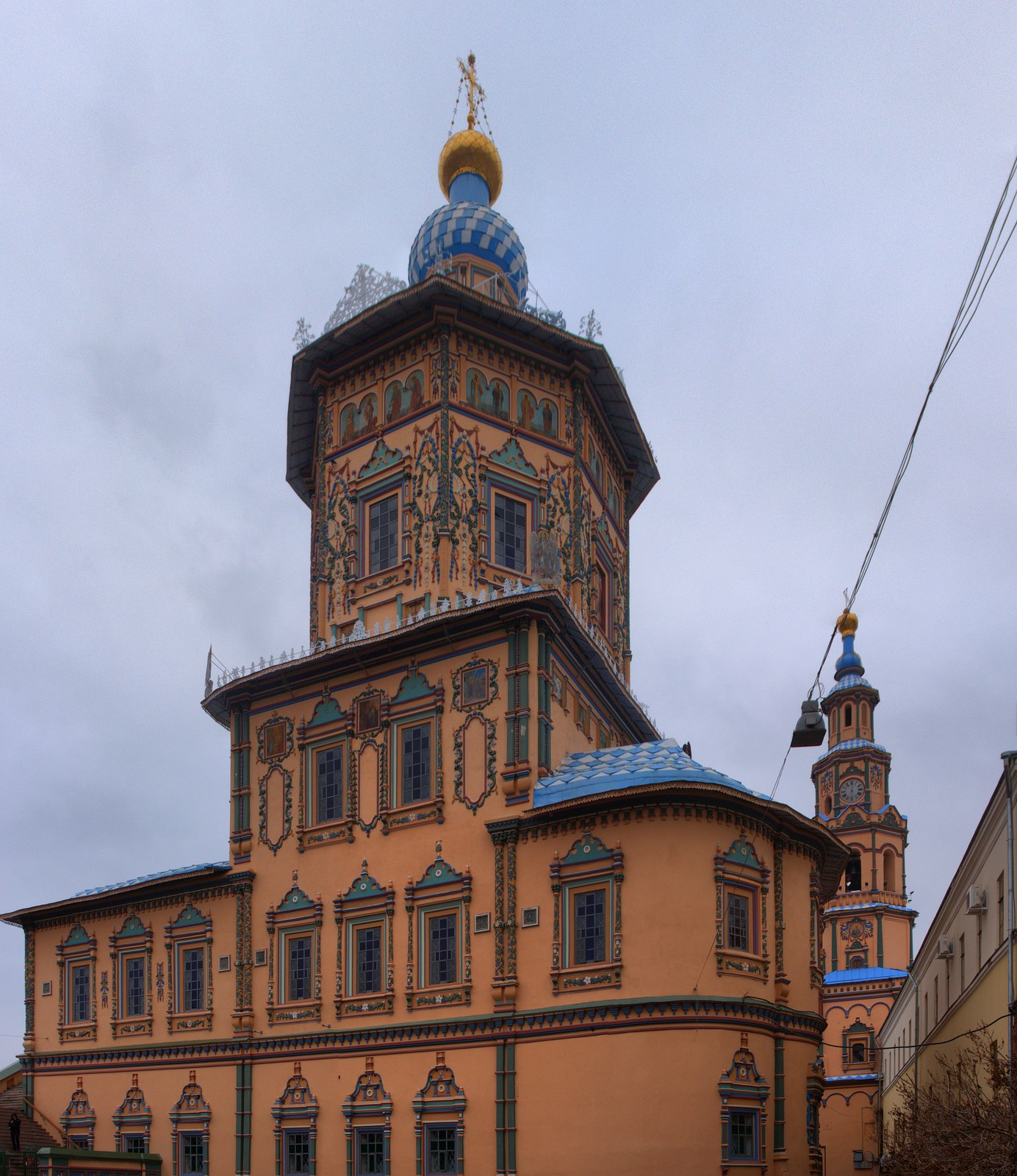
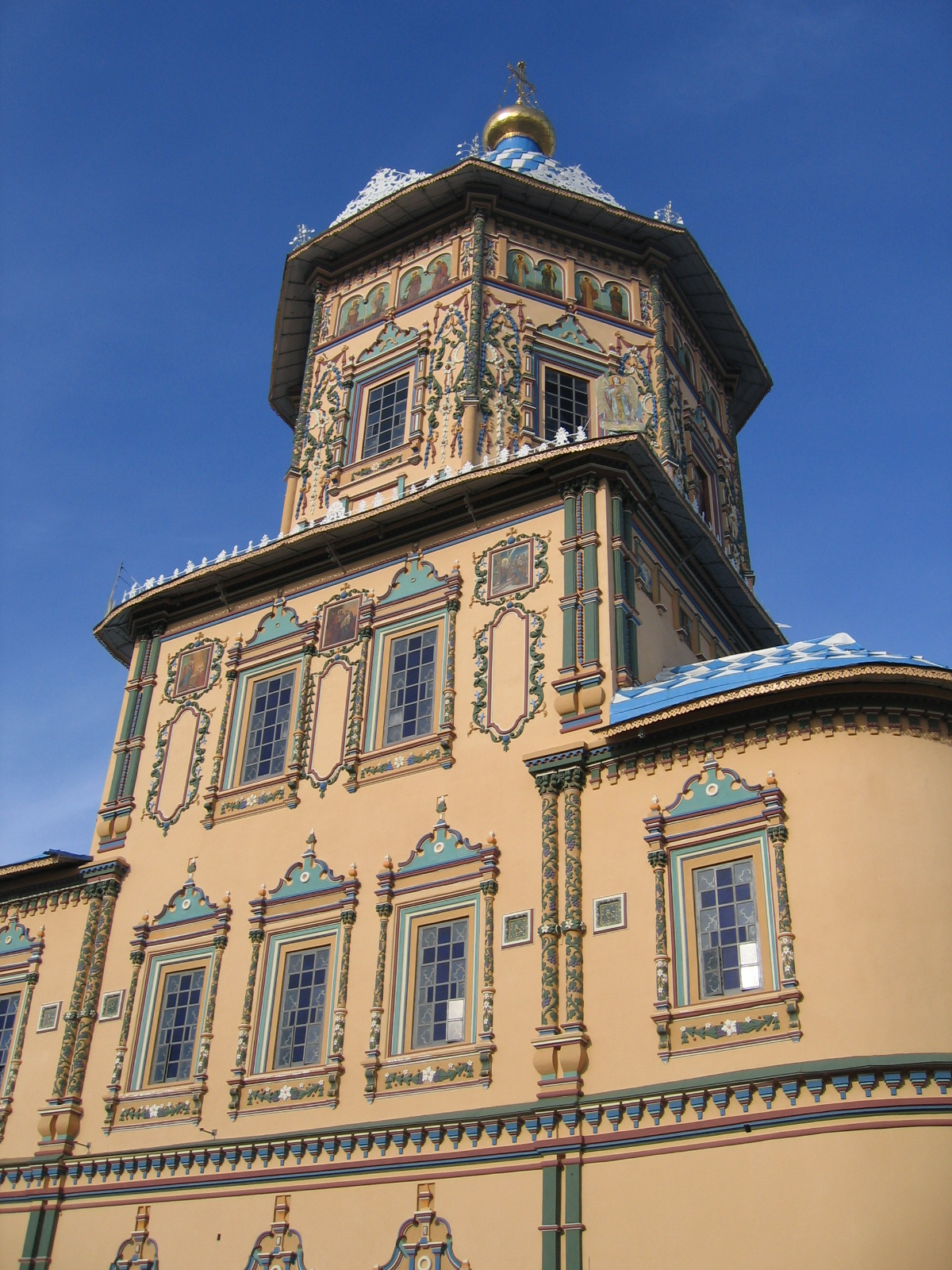
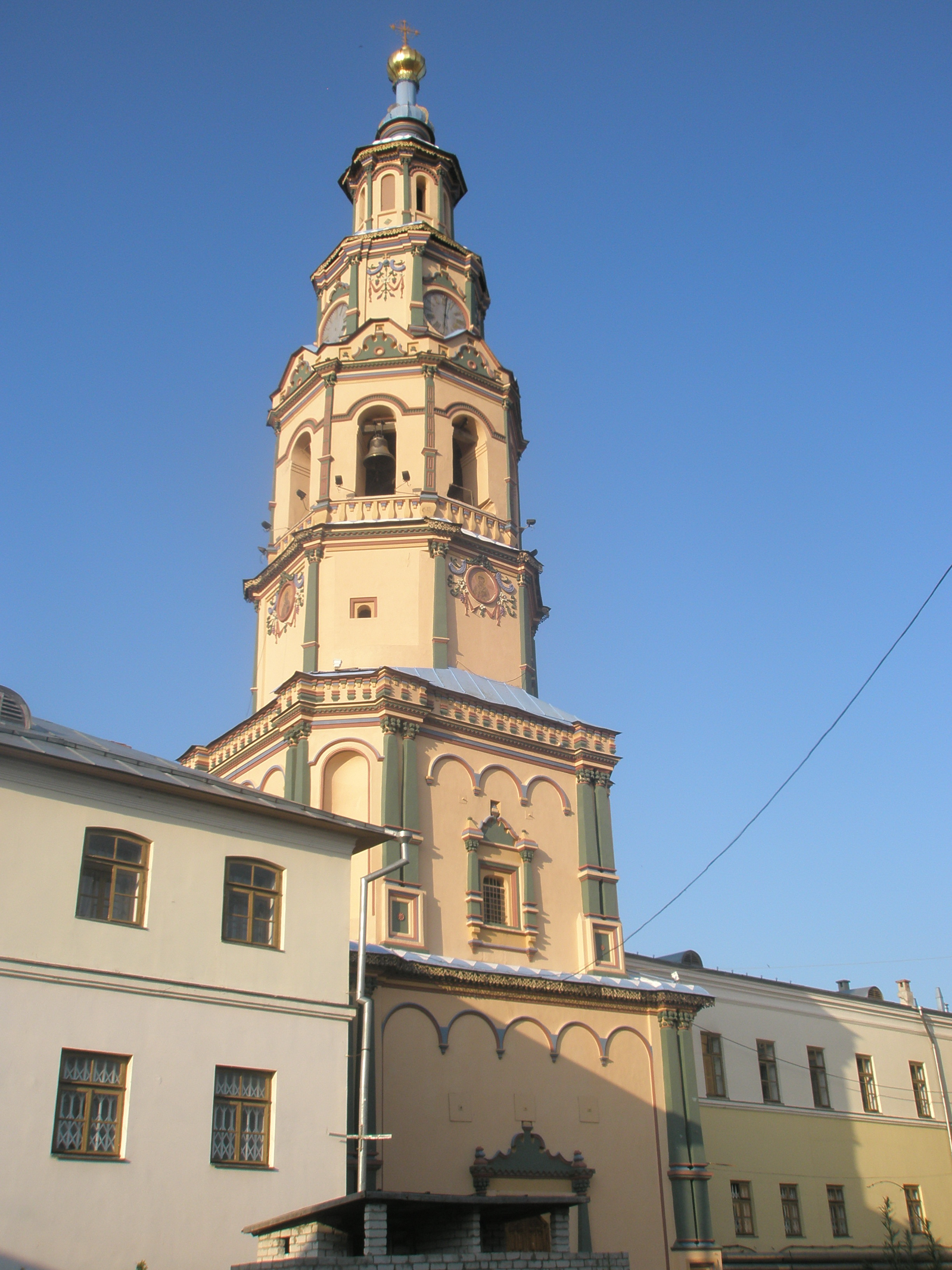